# Residencia de Estudiantes

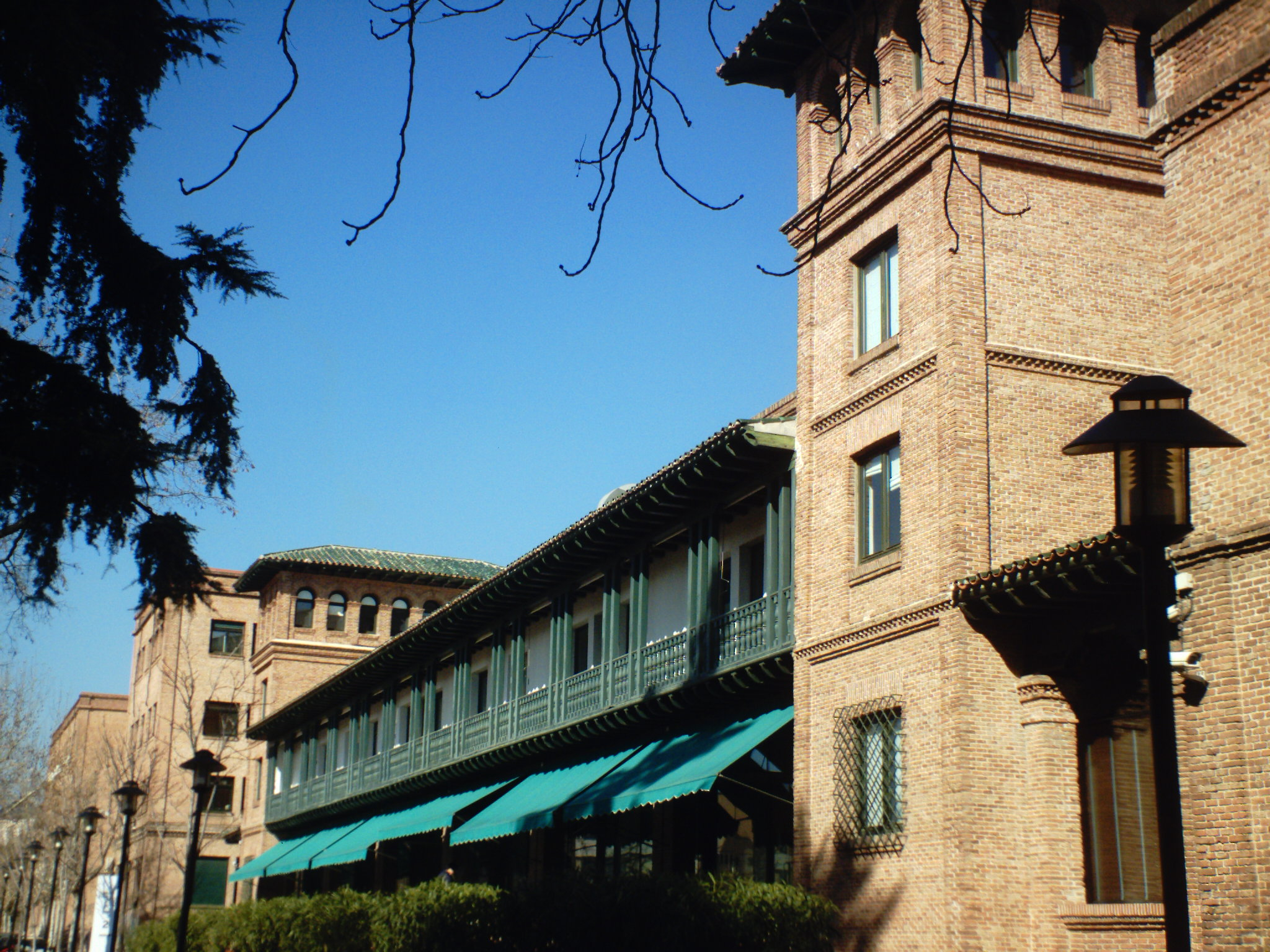
Edificio d'accoglienza e entrata ai padiglioni della Residencia de Estudiantes.

La Residencia de Estudiantes di Madrid è un centro fondato nel 1910 dal Comitato per l'Ampliamento degli Studi e delle Ricerche Scientifiche, prodotto diretto delle idee rinnovatrici che erano state iniziate in Spagna dal krausista Francisco Giner de los Ríos con la fondazione nel 1876 della Institución Libre de Enseñanza. Dal primo momento iniziò ad essere un complemento educativo all'università nella quale si formeranno i figli delle classi dirigenti liberali.
È esistita un'altra istituzione denominata Residencia de Estudiantes a Madrid tra il 1929 e il 1936, promossa da Del Amo Foundation della California, destinata alla sistemazione degli studenti dell'appena costruita Città Universitaria di Madrid, e che fu distrutta nella Guerra Civile Spagnola e mai più ricostruita.

## Storia
Era situata inizialmente in un edificio spartano al numero 14 di via Fortuny. Iniziò con quindici alunni, ma presto, grazie alle ottime relazioni sociali che portavano fino al re Alfonso XIII di Spagna, conseguì grande importanza.
Nel 1915 viene trasferita a quella che sarà la sua sede definitiva sulla Collina dei Pioppi (Colina de los Chopos), una serie di edifici moderni di stile neomudéjar provvisti dei migliori progressi dell'epoca con installazioni nelle quali la luce e il sole erano i protagonisti. Si iniziò a costruire nel 1913 secondo il progetto dell'architetto Antonio Flórez Urdapilleta (1877-1941).
Un uomo vincolato all'Istituzione libera di Insegnamento e al Krausismo, Alberto Jiménez Fraud, fu il suo direttore in questa prima epoca e sotto la sua direzione la Residencia si convertì in un vivaio di convivenza, creazione e interscambio artistico e scientifico dell'Europa nel periodo fra le due guerre.

### Prima epoca
In questa prima epoca si trovarono nella Residencia e fecero amicizia tre figure importanti della cultura spagnola del XX secolo: il cineasta Luis Buñuel, il poeta Federico García Lorca e il pittore Salvador Dalí. A questo gruppo di amici bisogna aggiungere i nomi dell'ingegnere José Bello, «Pepín Bello», il più longevo abitante della istituzione e creatore di molte idee che più tardi si attribuirono altri, del compositore Salvador Bacarisse e di José Moreno Villa. Altri assidui alle riunioni che il gruppo realizzava nella Residenza fu Rafael Alberti che dedicò alcune pagine della sua autobiografia L'arboreto perduto (La arboleda perdida) che narra del suo vissuto trascorso nella Residencia. Il poeta Jorge Guillén fu residente in questa prima epoca e Juan Ramón Jiménez uno de suoi più assidui invitati. Anche lo scienziato Severo Ochoa fu residente e molti altri membri dell'intellighenzia di quegli anni: Miguel de Unamuno, Alfonso Reyes Ochoa, Manuel de Falla, José Ortega y Gasset, Pedro Salinas, Blas Cabrera, Eugenio d'Ors, Benjamín Palencia, Manuel Altolaguirre e tanti altri.
I concerti anche abbondano nella Residencia e in uno dei suoi saloni, oggi trasformato in sala per le conferenze, si può vedere ancora il pianoforte a coda che abitualmente suonava Federico García Lorca. Era un assiduo di quelle serate musicali, che si allestivano un giorno fisso, ogni settimana, il poeta Gerardo Diego, che fu anche critico musicale.
C'era nella Residencia de Estudiantes una buona biblioteca, lezioni di lingue e alcuni laboratori di scienza sperimentale, nei quali lavoravano uomini come Severo Ochoa, Juan Negrín, Blas Cabrera, Antonio Medinaveitia, Luis Calandre, Sacristán, il linguista Tomás Navarro Tomás e altri.
Le installazioni, il menu, la «disciplina» suggerita e mai imposta, così come la libertà della quale godevano i residenti destavano ammirazione in tutti coloro che si trovavano a visitarla. Figure intellettuali di prim'ordine erano invitati spesso a mangiare, a impartire conferenze, a intervenire nelle tertulias o ad organizzare esposizioni.
Per la sala delle conferenze passarono le più alte personalità della cultura spagnola e straniera. Alberto Jiménez ottenne che Henri Bergson parlasse ai residenti. In un periodo posteriore frequentarono la Residencia, Einstein, Howard Carter, Gilbert Keith Chesterton, Paul Valéry, Marie Curie, Igor Stravinski, Paul Claudel, Louis de Broglie, Herbert George Wells, Max Jacob, Le Corbusier, Keynes... Alla Residencia ci furono il Re, Julián Besteiro, Santiago Ramón y Cajal, Manuel de Falla, Unamuno, Eugenio d'Ors, Federico de Onís, Valle-Inclán, Manuel Machado, León Felipe, Zulueta e tantissimi altri.

### Guerra civile
Con lo scoppio della Guerra civile spagnola nel 1936 la Residencia de Estudiantes si convertì in ospedale. Successivamente venne a perdere il suo carattere, e le sue installazioni passarono a dipendere dal Consiglio Superiore delle Ricerche Scientifiche (CSIC) a partire dal 1939.

### Seconda epoca
Negli ultimi decenni del XX secolo si intraprese il restauro integrale della Residenza con il progetto di recuperare il vecchio spirito. Il recupero architettonico fu affidato agli architetti Estanislao Pérez Pita e Jerónimo Junquera. La seconda epoca si aprì nell'anno 1986.
La Residencia de Estudiantes è attualmente una fondazione privata, creata dal Consiglio Superiore delle Ricerche Scientífiche (CSIC), del cui Patronato, presieduto dal Ministro per la Scienza e Innovazione e dal Ministro per l'Educazione, Politica Sociale e Attività Sportive, fanno parte del Ministero degli Affari Esteri e di Cooperazione, il Ministero dell'Industria, Turismo e Commercio, il Ministero della Cultura, il CSIC, la Comunità di Madrid, il municipio di Madrid, la Giunta dell'Andalusia, il Governo di Aragona, Caja Madrid, il BBVA, Telefonica, GlaxoSmithKline, la Fundación Carolina, la Fundación Cajasol e gli Amici della Residencia de Estudiantes.
Attualmente si dedica al recupero della memoria storica della cosiddetta Edad de Plata della cultura spagnola (1868–1936) attraverso il riscatto documentale del suo Centro de Documentación, così come la celebrazione di atti pubblici ed esposizioni.

## Lavoro editoriale

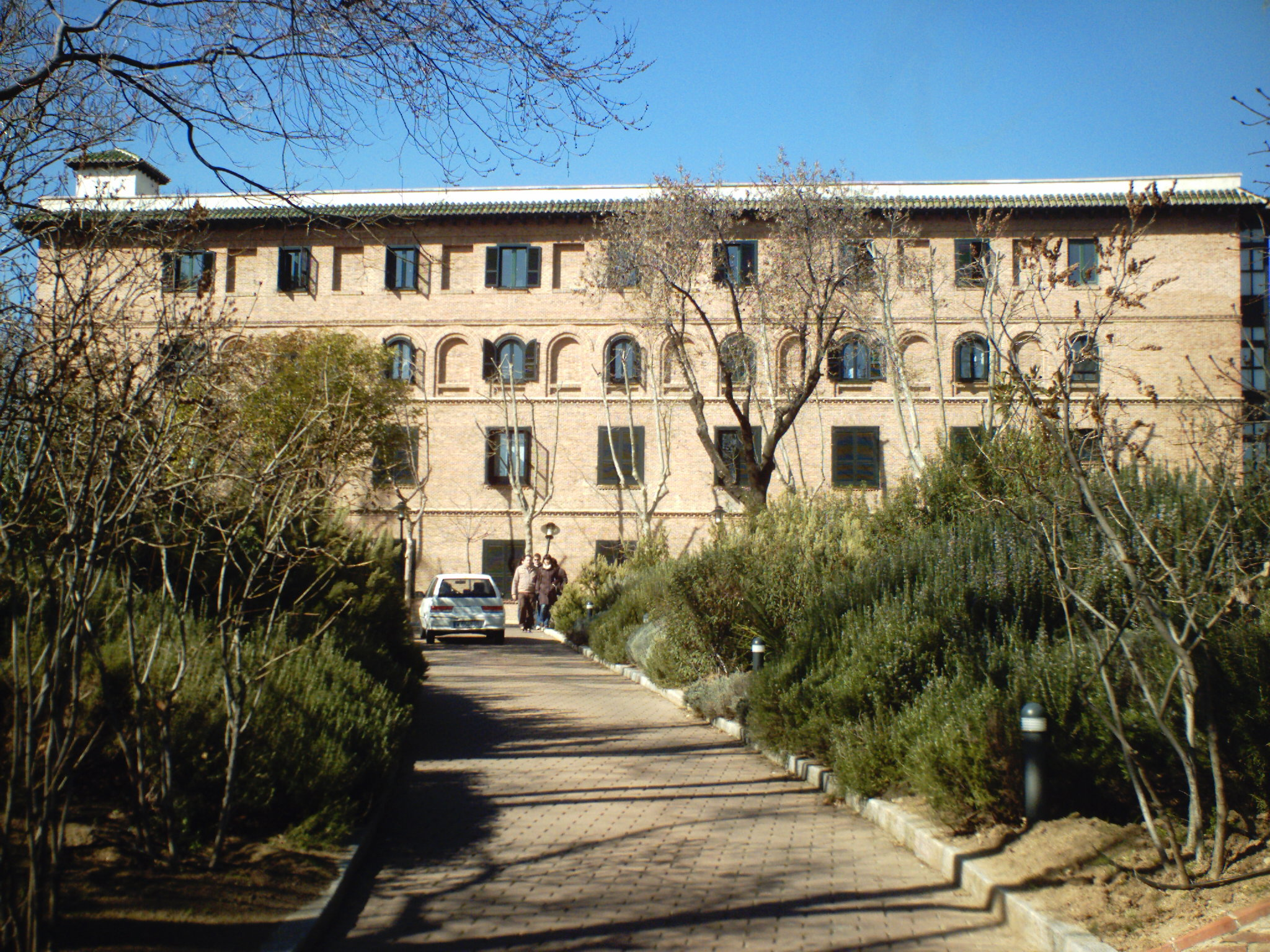
Uno dei due padiglioni destinati alla residenza degli studenti

Bisogna riconoscere ugualmente il lavoro editoriale della Residencia, poiché lì apparirono le Meditaciones del Quijote, di Ortega y Gasset nel 1914, gli Ensayos, di Miguel de Unamuno e notevoli opere di Azorín, Cambó, González Hontoria, Antonio Machado, Eugenio d'Ors, Federico de Onís, Emilia Pardo Bazán e Zulueta. Inoltre si pubblicarono nella Residencia importanti opere degli autori contemporanei, come le Poesías completas di Antonio Machado che furono pubblicate sotto la direzione di Juan Ramón Jiménez nel 1917.
Nel 1990 recuperò il suo marchio editoriale, con il quale pubblica i risultati del suo lavoro di ricerca e alcuni dei suoi corsi, letture di poesie (in edizioni cartacee con CD) o cicli di conferenze.

## Attualità
Organizza numerosi atti pubblici, nei quali intervengono molti degli attuali protagonisti delle arti e le scienze come Mario Vargas Llosa, Pierre Boulez, Martinus Veltman, Ramón Margalef, Jacques Derrida, Blanca Varela o Massimo Cacciari e tanti altri. Conferenze, tavole rotonde, concerti, letture di poesie, incontri o esposizioni fanno della Residencia uno spazio aperto al dibattito, alla riflessione critica e la creazione riguardanti le tendenze della nostra epoca.
Dal 1988 il municipio di Madrid e la Residencia de Estudiantes aiutano con borse di soggiorno nella Residencia; queste borse vanno destinate tanto agli studenti del terzo ciclo come a creatori e artisti. La presenza dei borsisti coinvolge le giovani generazioni alla vita della Residencia, nella quale intervengono come vincolo di continuità e ospitalità con i residenti, che alloggiano per soggiorni brevi. Tra i borsisti che sono passati per questo edificio si trovano alcuni giovani artisti di prestigio come la scrittrice Mercedes Cebrián, David Mayor, Miguel Álvarez-Fernández o Joaquín Pérez Azaústre.